# Guillaume Florent
Guillaume Florent (Dunquerque, 13 de outubro de 1973) é um velejador francês, medalhista olímpico de bronze.

## Carreira
Guillaume Florent representou seu país nos Jogos Olímpicos de 1996, 2004 e 2008, na qual conquistou a medalha de bronze em 2008 na classe finn. 